# Медески, Мартин и Уд
Медески, Мартин и Уд (на английски: Medeski Martin & Wood) е американско авангардно, джаз и фънк трио, създадено през 1991 г.
В него участват: Джон Медески (клавирни, пиано), Били Мартин (барабани и перкусии) и Крис Уд (контрабас и бас китара).
Те са вдъхновени от най-различни музикални традиции, вариращи от фънка до хип-хопа, и са сред основоположниците на нестандартния стил, наричан понякога „авангарден груув“.
Медески, Мартин и Уд намират скромен успех в мейнстрийма, като често работят с бележития китарист Джон Скофилд.